# Islay Conolly
Islay Conolly, MBE (sinh ngày 8 tháng 5 năm 1923 - mất ngày 3 tháng 7 năm 2022) là một giáo viên và quản trị viên trường học người Cayman. Với tư cách là giáo viên và hiệu trưởng tại nhiều trường học trên đảo, bà trở thành Giám đốc Giáo dục vào năm 1970. Bà được chính phủ Cayman vinh danh với Giải thưởng Tinh thần Xuất sắc trong Ngày Anh hùng Quốc gia và là người đầu tiên nhận được Thành tựu trọn đời của Phòng Thương mại Giải thưởng về giáo dục. Conolly được vinh danh là thành viên của Huân chương Đế quốc Anh năm 1981.

## Đầu đời
Islay Leonie Bodden sinh năm 1923 tại Cayman Brac thuộc Quần đảo Cayman thuộc Jamaica, lúc đó là một phần của Đế quốc Anh bởi cha mẹ là Ella và Harris Bodden.  

## Sự nghiệp
Sau khi hoàn thành việc đi học, Bodden bắt đầu sự nghiệp giáo dục của mình với tư cách là hiệu trưởng của Trường Lạch ở Cayman Brac vào năm 1947. Vào ngày 28 tháng 12 năm 1950, tại Kingston, Jamaica, bà kết hôn với Callan Hunter Ritch  và sau đó họ sẽ có Một con trai, David và ly hôn. Ritch chuyển đến Grand Cayman và làm hiệu trưởng của Trường tiểu học East End.  Vào ngày 12 tháng 4 năm 1958, bà kết hôn với William Warren Conolly,  và sau đó hai người có hai con, một con trai Burns và một con gái Jackie.
Năm 1970 Conolly được bổ nhiệm làm Giám đốc Giáo dục của Cayman. Trong số những đổi mới, bà đã mang đến hệ thống trường học là giáo dục công cộng cho người điếc và hệ thống đại học cơ sở. Trước nhiệm kỳ của bà, việc học duy nhất dành cho học sinh khiếm thính là giáo dục tư nhân và không có tiêu chuẩn phổ cập hoặc giáo dục công cộng cho học sinh khiếm thính.  Năm 1981, Conolly được vinh danh là thành viên của Huân chương Anh  và bà nghỉ hưu năm 1982. Năm 2008, bà được Phòng Thương mại Quần đảo Cayman vinh danh là người khai mạc người nhận giải Thành tựu trọn đời của họ trong Giáo dục. Năm sau, bà được chính phủ Cayman vinh danh trong Lễ kỷ niệm Ngày Anh hùng Quốc gia với Giải thưởng Tinh thần Xuất sắc.

### Trích dẫn
1. 1 2  Jamaican Marriage Records 1950.
2. 1 2  Personalities Caribbean 1983.
3. 1 2  Cayman Compass 2016.
4. 1 2 3 4 5  Cayman Islands Chamber of Commerce 2008.
5. 1 2  Cayman Compass 2008.
6. ↑  Lucas 1990.
7. ↑  Paxton 1981.
8. ↑  The London Gazette 1981.
9. ↑  Cayman Compass 2009.